# Artère radiée corticale du rein
Les artères radiées corticales du rein (ou artères corticales radiées du rein ou artères interlobulaires du rein ou artères périlobulaires du rein)  sont des artères intrarénales. 

## Origine
Les artères radiées corticales du rein naissent à angle droit depuis les artères arquées du rein dans la corticale.

## Trajet
Les artères radiées corticales du rein se dirigent vers la surface externe du rein.
Pendant leur trajet vers l'extérieur, elles dégagent des branches latérales : les artérioles glomérulaires afférentes alimentant les corpuscules rénaux. Les artérioles afférentes pénètrent alors dans la capsule de Bowman et se terminent dans le glomérule.
Les artères interlobulaires limitent le lobule rénal cortical, composé d'une partie radiée centrale (ou pyramide de Ferrein) formée par des prolongements de la médullaire rénale, et une partie contournée (ou labyrinthe rénal) périphérique contenant les tubules contournés.
Ces vaisseaux ne s'anastomosent pas entre eux, formant des artères terminales. 